# Tanea mozaica
Tanea mozaica is een slakkensoort uit de familie van de Naticidae. De wetenschappelijke naam van de soort is voor het eerst geldig gepubliceerd in 1883 door Sowerby.